# Branko Hribar
Branko Hribar (Požega, 22. srpnja 1930. – 27. prosinca 2022.) je hrvatski književnik, dječji pisac i pjesnik, radio-dramaturg, autor brojnih televizijskih emisija i svestrani kulturni djelatnik. Koristio pseudonim Adam Vučjak. 

## Životopis
Maturirao je u požeškoj gimnaziji 1950. godine. 

Potom odlazi na studij hrvatskog jezika i književnosti na Filozofski fakultet, u Zagreb, na kojem diplomira 1956. i potom neko vrijeme radi u svojstvu profesora u Kutjevu i Požegi.  
Bio je i urednikom "Požeškog lista".Uređivao Moslavački list u Kutini (1950–60).
Prvu pjesmu Hribar je objavio 1942. kao 12-godišnjak u osječkom Hrvatskom listu, a surađuje zatim u Studentskom listu (1950), Požeškom listu (1954–1956, 1958–1960) te u časopisima Književni Jadran (1952), Republika (1958), Literatura (1958), Revija (1964), Mogućnosti (1970) i dr. Humorističke priloge objavljuje u beogradskom Ježu (1961–62), ljubljanskoj Pavlihi (1962–63) i zagrebačkom Kerempuhu (1970, 1973).  Od 1954.  piše i objavljuje pjesme za djecu u časopisima i listovima te u televizijskim emisijama.
Uvelike se angažirao na populariziranju žanra radio-drame u hrvatskoj književnosti. Od 1960. do umirovljenja 1992. urednik je u Kulturno-zabavnom i Dramskom programu Radio-Zagreba (Hrvatskog radija), gdje uređuje emisije Vedra večer, Porodica Veselić, Humoristička inspekcija, Satiričke igre. Objavljivao je i suvremene strane tekstove, adaptacije i dramatizacije humoreski. Tako je najesen 1966. na Radio-Zagrebu pokrenuo emisiju "Panoptikum" radi poticanja hrv. pisaca na stvaranja radijske drame, s naglaskom na radijsku komediju. U rujnu iste godine je emisija krenula, i do studenog 2007. je neprekinuto emitirana, pri čemu je izvedeno više od 500 izvornih komediografskih naslova. 
Za knjigu za djecu "Adam Vučjak" 1976. godine je dobio nagradu "Grigor Vitez". Dobitnik je Goranove plakete za dječju poeziju 1984. godine.
Jedan je od osnivača “Muzičkog festivala Slavonije” 

## Djela
(popis nepotpun)
- Pjesme, 1955.
- Moja lipanjska kotlina, 1960.
- Dobrojutro-dobardan 1969., radiodrama, autor
- Auvergnanski senatori 1969., televizijska igra, scenarij prema djelu Vilima Korajca
- Bistrooki 1970., koautor
- Diktati 1970., radiodrama, autor
- Bum! Bum! Pfrt! i – Gotovo 1973., radiodrama, autor
- Ekčapoan i druge smiješne žalosti 1973. ilustrirana zbirka pjesama
- Adam Vučjak ili knjiga o prijateljstvu, 1976. roman
- Priče iz davnine Ivane Brlić-Mažuranić, 1979. dramaturg za RTZ
- Kiša za Sanju, 1985. televizijska igra
- Pjesma: Dan plavetan kao lan, autor: Branko Hribar

## Ostalo
- "Tko je taj Zvonimir Bajsić?" kao učesnik dokumentarca (2016.)